# Edward S. Herman
Edward S. Herman (Filadelfia, 7 aprile 1925 – Filadelfia, 11 novembre 2017) è stato un economista statunitense.

## Biografia
Saggista ed esperto di politica economica e di media, Professor Emeritus di Finanza alla Wharton School dell'Università della Pennsylvania, ha insegnato anche alla Annenberg School for Communication dello stesso ateneo. Si è laureato all'Università della Pennsylvania nel 1945 e ha ottenuto il dottorato di ricerca nel 1953 dalla Università della California a Berkeley.
Il suo saggio più noto è La fabbrica del consenso: l'economia politica dei mass media, scritto con Noam Chomsky. Altri saggi sono sul massacro di Srebrenica e sul genocidio.

## Libri
- Principles And Practices Of Money And Banking, 1968
- The Great Society Dictionary, 1968
- Atrocities in Vietnam, 1970
- Counter-Revolutionary Violence - Bloodbaths in Fact & Propaganda (con Noam Chomsky), 1973
- The Political Economy of Human Rights, Volume I: The Washington Connection and Third World Fascism (con Noam Chomsky), 1979
- The Political Economy of Human Rights, Volume II: After the Cataclysm: Postwar Indochina and the Reconstruction of Imperial Ideology (con Noam Chomsky), 1979
- Corporate Control, Corporate Power: A Twentieth Century Fund Study, 1981
- The Real Terror Network, 1982
- Demonstration Elections (con Frank Brodhead), 1984
- The Rise and Fall of the Bulgarian Connection (con Frank Brodhead), 1986. ISBN 0-940380-06-4.
- Manufacturing Consent: The Political Economy of the Mass Media (con Noam Chomsky), 1988
  - La fabbrica del consenso: l'economia politica dei mass media, Milano, Marco Tropea Editore, 1998
- The "Terrorism" Industry, 1990. ISBN 978-0679725596
- Beyond hypocrisy : decoding the news in an age of propaganda : including A doublespeak dictionary for the 1990s, 1992. ISBN 0896084361
- Triumph of the Market, 1995
- The Global Media (con Robert McChesney), 1997. ISBN 0304334332
- The Myth of The Liberal Media: An Edward Herman Reader, 1999
- The Politics of Genocide (with David Peterson), 2010. ISBN 978-1-58367-212-9